# Gambroides dammermani
Gambroides dammermani är en stekelart som först beskrevs av Sievert Allen Rohwer 1919.  Gambroides dammermani ingår i släktet Gambroides och familjen brokparasitsteklar. Inga underarter finns listade i Catalogue of Life.